# Consulta popular para convocar a referéndum contra la Ley Trans
La consulta popular para interponer el recurso de referéndum contra la Ley Nº 19.684, también conocida como Ley Integral para Personas Trans o solamente Ley Trans, fue realizada el domingo 4 de agosto de 2019 en Uruguay. El objetivo de esta consulta era derogar la totalidad de la mencionada ley. Para ello, debía alcanzarse el porcentaje de votos estipulado por la legislación de ese país (25% del padrón electoral habilitado) en esta consulta. En caso de haberse dado ese escenario, se convocaría a una instancia de referéndum luego de la hipotética segunda vuelta de las elecciones generales de Uruguay de 2019, en el cual se necesitaba una mayoría absoluta de los votantes habilitados para aprobar la derogación.
Luego de realizarse el escrutinio de los 3676 circuitos electorales dispuestos para la jornada electoral, 9,90% del padrón electoral habilitado (sin contabilizar los votos observados) votó a favor de interponer el recurso de referéndum, por lo que ese mecanismo de democracia directa no realizó y la ley se mantuvo vigente. A fecha de 2021, la ley permanece efectiva.

## Historia
La Ley Integral para las Personas Trans fue aprobada en octubre de 2018 por el Parlamento Uruguayo con los votos en la Cámara de Senadores de los legisladores del Frente Amplio y del Partido Independiente, y en la Cámara de Diputados de los legisladores del Frente Amplio, 6 del Partido Nacional, 4 del Partido Colorado, el legislador de Unidad Popular y el independiente Fernando Amado.
A favor de la ley se manifestaron agrupaciones tanto en el Parlamento como en el ámbito general. Concurrieron al Palacio Legislativo, durante la discusión previa a la votación, representantes del colectivo Ovejas Negras y de la Asociación Trans del Uruguay, que señalaron que esta ley era importante y trascendental para obtener la igualdad formal y allanar el camino para una igualdad real entre las personas transexuales y cisexuales. Consideraban que era muy beneficioso que el cambio de nombre y de registro se convirtiera en un trámite administrativo y no judicial, por el entorpecimiento derivado del proceso. Hubo también testimonios de personas trans relatando que el trabajo más habitual que se ven forzadas a hacer es la prostitución, a causa del rechazo de la población en los desempeños laborales tradicionales; que la asistencia médica se les negaba en muchos casos y que recibían distintos tipos de violencia institucional, tanto en el sector de la salud como en el de la educación. La ley especificó la prohibición de cualquier tipo de discriminación que impidiera a las personas trans ejercer su derecho a la salud y creó guías de actuación y equipos multidisciplinarios para atender las necesidades de los integrantes de esta población en el aspecto sanitario. De la misma forma, se agregaron becas, cupos en programas de capacitación y en empleos públicos para personas trans y se obligó a las instituciones educativas a proteger a este colectivo, prestarle apoyo psicológico e incluirlo en programas de finalización de educación terciaria. Por otro lado, creó una comisión de reparación para las víctimas de violencia tanto física como emocional por parte de agentes del Estado, a raíz de su condición de transexual.
Desde que se encontraba en discusión en el Parlamento, había reticencias por parte de ciertos sectores de la población con respecto a su contenido. La Asociación Cristiana Uruguaya de Profesionales de la Salud había planteado en el debate parlamentario que «la heterosexualidad es lo normal, porque es la norma. Lo transexual es una excepción excepcionalísima…». Asimismo señalaban que los tratamientos hormonales pueden ser perjudiciales para la salud de sus pacientes y que, por lo tanto, debería contemplarse la figura de la objeción de conciencia en la ley. También argumentaban que la hormonización cruzada es antinatural y anticientífica. Fuera del parlamento, hubo opiniones contrarias a la norma, entre ellas las de artículos de opinión de algunos diarios como El País y El Observador. Se argumentaba que se establece por ley la denominada discriminación positiva, que se brinda asistencia médica gratuita a personas que no poseen una enfermedad y que se restringe el derecho a la patria potestad de los padres. Se señala también en estas editoriales que no se plantean soluciones a problemas que tienen las personas transexuales en Uruguay, como el rechazo familiar y la discriminación laboral.
El 19 de octubre de 2018 es aprobada la ley y el 26 del mismo mes es promulgada por el Poder Ejecutivo. Unos días después, Carlos Iafigliola y Álvaro Dastugue, diputados por el Partido Nacional, iniciaron una recolección de firmas para permitir esta instancia de consulta. En marzo de 2019, entregan más de 69.000 firmas en la Corte Electoral, más del 2% del padrón electoral necesario para convocar esta votación.
En el marco de la discusión previa a la consulta para habilitar el referéndum, se realizaron dos debates radiales: uno entre Iafigliola y Fabiana Goyeneche, directora de Desarrollo Social de la Intendencia de Montevideo, y el otro entre Iafigliola y Martín Couto, diputado frenteamplista.
El Poder Ejecutivo concedió, tanto a los detractores de la ley como a sus defensores, una cadena nacional de difusión obligatoria en todas las radios y televisiones del país para los días 29 y 30 de julio de 2019, respectivamente.

## Votación
Además de los convocantes (los diputados del Partido Nacional, Carlos Iafigliola y Álvaro Dastugue), concurrieron a votar los también representantes por ese partido, Rodrigo Goñi y Verónica Alonso, así como el candidato a la Presidencia de la República por el partido Cabildo Abierto, Guido Manini Ríos.